# 伯忽 (太师)
伯忽（?—?），元朝大臣，元仁宗时太师。
皇庆二年（1313年）正月甲午，察罕脑儿等处宣慰使伯忽担任御史大夫。四月辛巳，元仁宗加御史大夫伯忽开府仪同三司。延祐三年（1316年）七月壬子，元仁宗命御史大夫伯忽、脱欢答剌罕整治台纲，诏谕内外。延祐四年（1317年）十月壬寅，元仁宗派遣御史大夫伯忽赈济成纪县灾民。延祐六年（1319年）闰八月壬申，太傅、御史大夫伯忽为太师。